# LA-MSS/2007
Deze pagina geeft een overzicht van de wielerploeg LA-MSS in 2007.
| Naam                               | Geboortedatum | Nationaliteit | Ploeg 2006                    |
| ---------------------------------- | ------------- | ------------- | ----------------------------- |
| Antonio Amorim                     | 19-05-1985    | Portugal      |                               |
| Edgar Anão                         | 31-03-1982    | Portugal      | Imoholding-Jardim Hotel Loulé |
| Pedro Andrade                      | 21-03-1977    | Portugal      |                               |
| Alfonso Azevedo                    | 18-07-1984    | Portugal      |                               |
| Rogério Baptista                   | 02-12-1983    | Portugal      |                               |
| João Cabreira                      | 12-05-1982    | Portugal      |                               |
| Pedro Cardoso                      | 12-04-1974    | Portugal      |                               |
| Vitor Bruno Carvalho               | 17-05-1983    | Portugal      | Vitória-ASC                   |
| Claudio Faria                      | 01-10-1977    | Portugal      | Madeinox-Bric-Loulé           |
| José Antonio Garrido (vanaf 22.06) | 28-11-1975    | Spanje        | Quick Step-Innergetic         |
| Bruno Neves                        | 05-09-1981    | Portugal      | Madeinox-Bric-Loulé           |
| Bruno Pires                        | 15-05-1981    | Portugal      |                               |
| Xavier Tondó                       | 05-11-1978    | Spanje        | Relax - GAM                   |
| Ángel Vazquez                      | 09-05-1980    | Spanje        | Barbot - Halcon               |